# أكاتسوكي (مسبار فضائي)

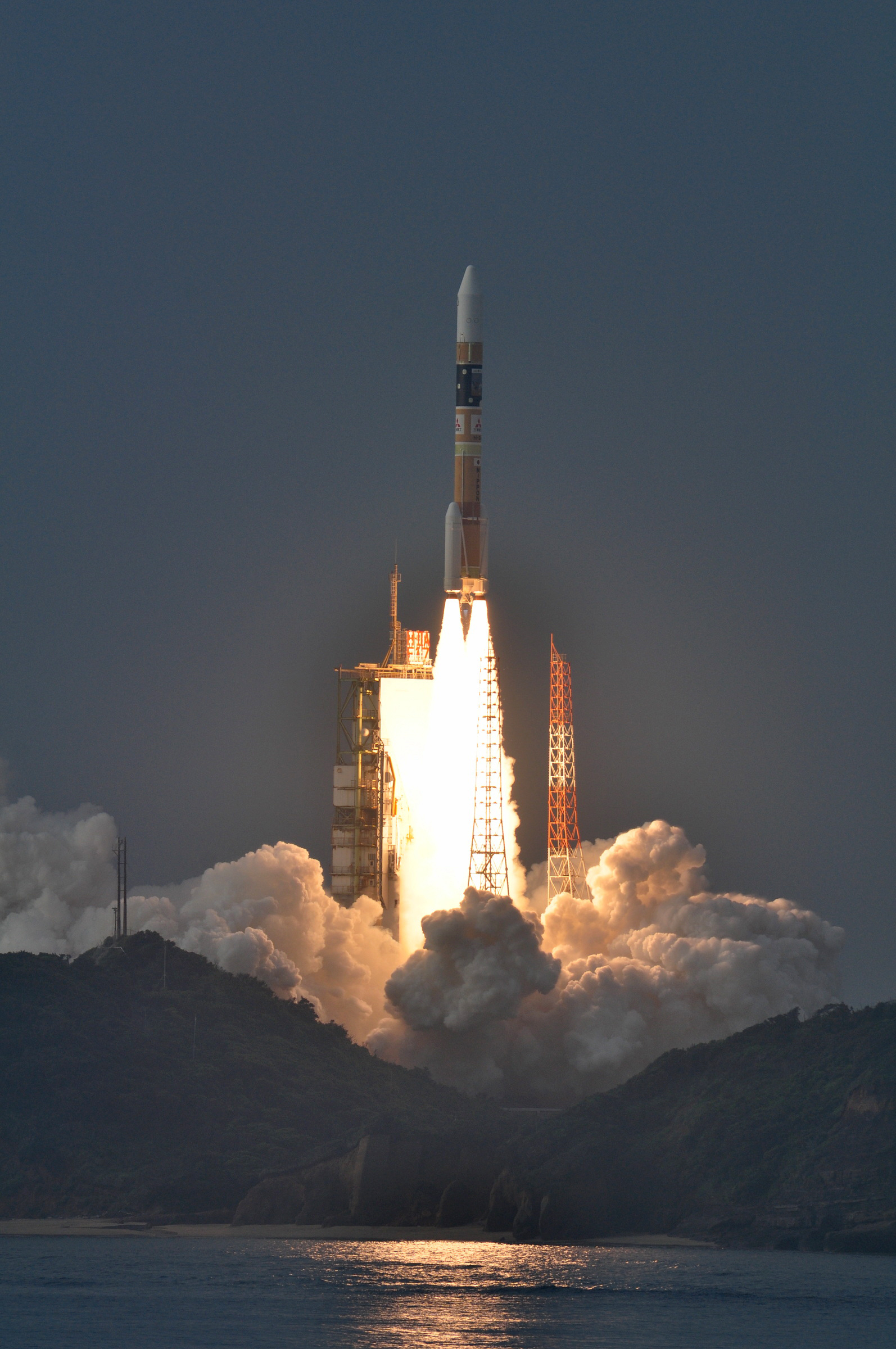
لحظة إطلاق المسبار أكاتسويكي.

أكاتسوكي (あ か つ き، 暁؟ "الفجر")، المعروف أيضا باسم حائم مناخ الزهرة المداري (Venus Climate Orbiter ) وكوكب-C، هو مسبار فضاء ياباني مكلف بدراسة الغلاف الجوي لكوكب الزهرة.
أطلق هذا المسبار على متن الصاروخ 202 H-IIA في العشرين من مايو 2010، وفشل في دخول مداره حول كوكب الزهرة في السادس من ديسمبر 2010. بعد دوران مركزي حول الشمس دام مدة خمس سنوات، تمكن المهندسون من وضعه على مدار إهليلجي بديل حول الزهرة في السابع من ديسمبر 2015 عن طريق تشغيل دوافع التحكم بالوضعية لمدة 20 دقيقة.

سيقوم أكاتسوكي مجهزاً بواسطة خمس كاميرات مختلفة بدراسة طبقات الغلاف الجوي في كوكب الزهرة، وديناميات الغلاف الجوي، وفيزياء السحب.

## وصف المهمة
أكاتسوكي مهمة فضائية مدارية يابانية تدرس كوكب الزهرة حاليًا. تشمل عمليات الرصد الخاصة بالمهمة تصوير سحب الزهرة وسطحه من مدارها حول الكوكب باستخدام كاميرات تعمل ضمن طيف الأطوال الموجية المرئية وتحت الحمراء وفوق البنفسجية لدراسة الأرصاد الجوية المعقدة للزهرة وتوضيح العمليات الكامنة وراء الدوران السريع الغامض للغلاف الجوي. في حين يدور كوكب الزهرة بسرعة 6 كيلومترات في الساعة عند خط الاستواء، يدور الغلاف الجوي حول الكوكب بسرعة 300 كيلومتر في الساعة. صُممت تجارب أخرى لتأكيد وجود البرق ولتحديد ما إذا كان هناك نشاط بركاني حالي على الزهرة.
أكاتسوكي هي أول مهمة استكشاف كوكبية لليابان منذ إطلاق مسبار «نوزومي» المداري في عام 1998 الذي فشل في الوصول إلى المريخ. كان من المُخطط في البداية أن يجري مسبار أكاتسوكي بحثًا علميًا لمدة عامين أو أكثر من مدار إهليجي حول كوكب الزهرة يتراوح ارتفاعه بين 300 و80000 كيلومتر (190 و49710 ميل)، ولكن وجب أن يكون مداره البديل إهليجيًا للغاية، إذ يتراوح ارتفاع أقرب نقطة له بين 1000 كيلومتر و10000 كيلومتر ونحو 360000 كيلومتر عند أبعد نقطة. يتمتع هذا المدار الأكبر بفترة مدارية تساوي 10 أيام بدلًا المدار الأصلي ذي الـ 30 ساعة. بلغت ميزانية المهمة 14.6 مليار ين (174 مليون دولار أمريكي) لبناء القمر الصناعي و9.8 مليار ين (116 مليون دولار) لإطلاقه.

### تصميم المركبة الفضائية
يتكون نموذج الحافلة الفضائية للمهمة من صندوق بأبعاد 1.45 × 1.04 × 1.44 متر (4.8 × 3.4 × 4.7 قدم) مع لوحين شمسيين تبلغ مساحة كل منهما نحو 1.4 متر مربع (15 قدم مربع). يُوفر اللوحان قدرةً كهربائية تزيد عن 700 واط أثناء دوران المركبة حول الزهرة. كانت الكتلة الكلية للمركبة الفضائية عند الإطلاق 517.6 كلغ (1114 باوند). كتلة حمولة الأدوات العلمية هي 34 كلغ (75 باوند).
تُدفع المركبة بواسطة محرك مناورة مدارية يستخدم نوعين من الوقود، رباعي أكسيد ثنائي النتروجين والهيدرازين، بقوة دفع تساوي 500 نيوتن (110 باوند قوة) بالإضافة إلى 12 دافعًا صاروخي للتحكم برد الفعل، إذ تتمتع ثمانية منها بقوة دفع تساوي 23 نيوتن (5.2 باوند قوة) في حين تتمتع الدافعات الأربعة الأخرى بقوة دفع تساوي 3 نيوتن (0.6 باوند قوة). أكاتسوكي هي أول مركبة فضائية تستخدم دافعات صاروخية كبحية مصنوعة من السيراميك (نيتريد السيليكون). كانت الكتلة الكلية للوقود عند الإطلاق 196.3 كلغ (433 باوند).
يجري الاتصال عبر جهاز إرسال واستقبال في نطاق إكس بتردد 8 جيجا هرتز وقدرة 20 واط باستخدام هوائي عالي الكسب قطره 1.6 متر (5 أقدام و3 بوصات). صُمم الهوائي بشكل مسطح لمنع تراكم الحرارة عليه. تحتوي مركبة أكاتسوكي أيضًا على هوائيين بوقيين مُتوسطي الكسب مُثبتان على قرصين دوّارين بالإضافة إلى هوائيين مُنخفضي الكسب لاستقبال الأوامر. يُستخدم الهوائيزن البوقيان مُتوسطا الكسب لإرسال بيانات إعدادات المركبة عندما لا يواجه الهوائي ذو الكسب العالي الأرض.

## العمليات

### إطلاق المهمة
غادرت أكاتسوكي حرم ساغاميهارا في 17 مارس 2010، ووصلت إلى مبنى اختبار المركبات الفضائية وتجهيزها في مركز تانيغاشيما الفضائي في 19 مارس. في 4 مايو، وُضعت أكاتسوكي داخل غطاء حمولة كبير على متن صاروخ «إتش 2 إيه» الذي أطلق المركبة الفضائية، إلى جانب شراع إيكاروس الشمسي، في رحلة استغرقت 6 أشهر إلى كوكب الزهرة. في 9 مايو، نُقل غطاء الحمولة إلى مبنى تجهيز المركبات في مركز تانيغاشيما الفضائي، حيث جرى نصب غطاء الحمولة على متن مركبة الإطلاق «إتش 2 إيه».
انطلقت المركبة الفضائية في 20 مايو 2010 في الساعة 21:58:22 (بالتوقيت العالمي المُنسق) من مركز تانيغاشيما الفضائي، بعد تأخر موعد إطلاقها المُخطط له في 18 مايو بسبب سوء الأحوال الجوية.
فشل المركبة بالدخول في المدار
خُطط لبدء عمليات الدخول المدارية لأكاتسوكي عبر إشعال محرك المناورة المدارية في الساعة 23:49:00 يوم 6 ديسمبر 2010 بالتوقيت العالمي المُنسق. كان من المفترض أن يستمر إشعال المُحرك لمدة 12 دقيقة، للدخول في مدار أولي حول الزهرة بنقطة أوج يتراوح ارتفاعها بين 180000 و200000 كيلومتر (110000 و120000 ميل)، ونقطة حضيضٍ بارتفاع 550 كيلومتر (340 ميل)، وبفترة مدارية تساوي 4 أيام.
أُكّد بدء مناورة الدخول المداري في الوقت المحدد، ولكن بعد الاحتجاب المتوقع من قِبل الزهرة، لم يرجع الاتصال مع المسبار مثلما كان مخططًا له. تبين أن المسبار كان في وضع الانتظار الآمن، وفي حالة دوران مُستقر بعشر دقائق لكل دورة. بسبب انخفاض سرعة الاتصال عبر الهوائي منخفض الكسب، استغرق الأمر بعض الوقت لتحديد حالة المسبار. ذكرت وكالة استكشاف الفضاء اليابانية «جاكسا» في 8 ديسمبر أنّ مناورة الدخول المداري قد فشلت. في مؤتمر صحفي عُقد في 10 ديسمبر، ذكر المسؤولون أن محركات أكاتسوكي استمرت بالاحتراق لأقل من ثلاث دقائق، أي أقل بكثير مما كان مطلوبًا للدخول إلى مدار حول الزهرة. اكتشفت أبحاث أخرى أن السبب المُرجح لخلل المحرك هو تراكم رواسب ملحية سدّت الصمام بين خزان ضغط الهليوم وخزان الوقود. نتيجة لذلك، أصبح احتراق المحرك مؤكسدًا للغاية، ما نتج عنه ارتفاع درجات حرارة الاحتراق؛ فسبب إتلاف حجرة الاحتراق وفوهتها. أدت مشكلة تسرب بخار مماثلة إلى تدمير مسبار مارس أوبزرفر التابع لناسا في عام 1993.
نتيجة لذلك، استقر المسبار في مدار شمسي المركز، بدلًا من مدار حول الزهرة. نظرًا لأن المدار الناتج كان له فترة مدارية تبلغ 203 يومًا، أي أقصر من فترة الزهرة المدارية البالغة 225 يومًا، انحرف المسبار حول الشمس بشكل أسرع مقارنةً بالزهرة.

### حالة المركبة الحالية
بدأت المركبة الفضائية عملياتها العلمية «المنتظمة» لمدة عامين في منتصف مايو 2016. منذ 9 ديسمبر 2016، أصبحت كاميرات الأشعة تحت الحمراء القريبة، بحساسية 1 ميكرومتر و2 ميكرومتر، غير صالحة لعمليات الرصد بسبب عطل إلكتروني. في حين تستمر كاميرا الأشعة تحت الحمراء طويلة الموجة، وجهاز تصوير الأشعة فوق البنفسجية، وكاميرا البرق والتوهج الليلي بالعمل طبيعيًا.
بحلول أبريل 2018، أنهت أكاتسوكي مرحلة الرصد المنتظمة، وبدأت مرحلة تشغيل مُمتدة. جرت الموافقة على العمليات المُمتدة حتى نهاية عام 2020، مع النظر في إمكانية تمديد المهمة مدة أطول اعتمادًا على حالة المركبة الفضائية في ذلك الوقت. تمتلك أكاتسوكي ما يكفي من الوقود لمواصلة العمل لمدة عامين آخرين على الأقل اعتبارًا من نوفمبر 2019.

## روابط خارجية
- JAXA Akatsuki Planet-C page
- JAXA Akatsuki Special Site
- Exploring the Venusian Atmosphere – AKATSUKI/PLANET-C – Video
- Launch Report of the H-IIA Launch Vehicle No. 17 with the Venus Climate Orbiter "Akatsuki" (Planet-C) – Video
- Planet-C page (Solar Terrestrial Physics Group)
- Detailed Space Review article about Akatsuki and its recovery
- Presentation about Planet-C from the VEXAG meeting in November 2005 (PDF, 2.7 MB)
- Vieru، Tudor. "JAXA Gets Ready to Launch Venus Probe". Softpedia. مؤرشف من الأصل في 2010-03-23. اطلع عليه بتاريخ 2010-03-30.
- Venus Climate Orbiter "AKATSUKI" (PDF, 1.72 Mb)